# Turok 3: Shadow of Oblivion
Turok 3: Shadow of Oblivion es un videojuego de disparos en primera persona desarrollado por Acclaim Studios Austin y publicado por Acclaim Entertainment. Fue lanzado para la consola de videojuegos Nintendo 64 en 2000. Shadow of Oblivion es la tercera entrega principal de la serie Turok y una secuela de Turok 2: Seeds of Evil. El juego recibió críticas generalmente favorables de los críticos. Un juego separado, también titulado Turok 3: Shadow of Oblivion, que se desarrolla en el mismo universo pero sigue una historia diferente, fue lanzado para Game Boy Color en 2000.

## Jugabilidad
Turok 3: Shadow of Oblivion es un shooter en primera persona donde el jugador controla al protagonista desde una perspectiva de primera persona. El jugador puede elegir jugar el juego como Danielle o Joseph, quienes tienen habilidades únicas. Por ejemplo, Danielle puede saltar más alto y llevar armas de gran potencia, mientras que Joseph puede meterse en las grietas y usar el rifle de francotirador junto con las gafas de visión nocturna. Cada personaje tiene ocho armas principales que se pueden actualizar de diferentes formas para un total de 16 armas por personaje, aunque algunas de ellas son compartidas. Los jugadores pueden guardar su progreso en cualquier momento con el uso de un Controller Pak.
Además de la campaña para un jugador, "Shadow of Oblivion" presenta un modo  multijugador en el que varios jugadores pueden competir entre sí en ocho tipos de juegos. , incluyendo sed de sangre, capturar la bandera, última resistencia y etiqueta de mono. Los juegos multijugador se pueden jugar en 42 mapas diferentes y también pueden incluir bots.

## Trama
Cuando la nave de luz de Primagen fue destruida al final de Turok 2: Seeds of Evil, la reacción en cadena que desencadenó fue tan poderosa que el universo tal como existía fue completamente erradicado, empujando a Oblivion, una monstruosa entidad cósmica que consume cuerpos de los vivos y reinó antes del nacimiento del universo, al borde mismo de la destrucción. Aunque totalmente devastado, Oblivion sobrevivió y ahora busca desesperadamente un medio para atravesar el Netherscape que separa el mundo viviente de Lost Lands, un mundo extraño y primitivo donde el tiempo no tiene significado. Los últimos jirones de la fuente de energía pura que creó el mundo viviente y casi aniquiló a Oblivion están contenidos dentro de Light Burden, la bolsa que cada miembro del linaje Turok ha llevado. En lo profundo de las Tierras Perdidas, los secuaces de Oblivion tienen un cuartel general masivo desde donde reúnen sus ejércitos y dirigen sus operaciones.
El juego comienza con el actual Turok, Joshua Fireseed, que sueña con un niño que debe ser protegido, ya que es el último del linaje Fireseed. Durante esa noche, Oblivion Spawns se teletransporta a su casa e intenta matar a Joshua mientras duerme. Joshua los atrapa y pelea, pero es superado en número. Luego le dice a su hermana Danielle y a su hermano Joseph que escapen, mientras él se queda atrás con una bomba en la mano para hacer volar a los Spawns, junto con él mismo. Mientras Danielle y Joseph se alejan, son atacados por un monstruo, pero Adon, una alienígena que ayudó a Joshua en el juego anterior, los salva y los teletransporta a una reunión del consejo para lidiar con la situación de Oblivion. Deciden que Danielle o Joseph deben convertirse en el próximo Turok, y el jugador debe elegir. El jugador eventualmente tendrá que infiltrarse en la sede de los enemigos para destruir el flagelo del universo.

## Desarrollo
Turok 3: Shadow of Oblivion fue desarrollado por Acclaim Studios Austin y publicado por Acclaim Entertainment. Antes de que comenzara la producción del juego, el equipo de desarrollo decidió eliminar los Expansion Paks de sus kits de desarrollo para garantizar una velocidad de fotogramas fluida en una Nintendo 64 estándar. En su lugar, se desarrollaron configuraciones de alta resolución y letterbox para los propietarios de Expansion Paks. El equipo reescribió el motor de gráficos, lo que resultó en que el juego tuviera un campo de visión 30 grados más ancho y de dos a cuatro veces la distancia de dibujo que Turok 2 tenía. Un modo cooperativo, en el que dos jugadores, uno como Danielle y el otro como Joseph, jugarían juntos las misiones de la campaña, estaba originalmente destinado a incluirse en el juego, pero finalmente se eliminó debido a las dificultades técnicas relacionadas con las habilidades únicas de Danielle y Joseph.
A diferencia de los juegos anteriores de Turok, donde los artistas estaban limitados a niveles prediseñados, Shadow of Oblivion presenta mapas que fueron completamente creados para adaptarse a los requisitos de los diseñadores. Los niveles también incluyen eventos que se desarrollan independientemente de las acciones del jugador. Como explicó el director creativo David Dienstbier, los jugadores pueden "ver helicópteros de la policía volando en picado por todo el mundo. La policía se dirige hacia ciertos edificios y carga contra el edificio para ir a pelear. Algunas de estas cosas están escritas específicamente en torno a las acciones y movimientos del jugador, y algunas de se lleva a cabo con total independencia de dónde se encuentre el jugador". En las semanas previas al lanzamiento del juego, el equipo de desarrollo estaba compuesto por 21 personas y trabajaba en turnos de 24 horas. El juego fue lanzado el 6 de septiembre de 2000 en Norteamérica. Un juego separado, también titulado Turok 3: Shadow of Oblivion, fue lanzado para Game Boy Color en 2000. Aunque está ambientado en el mismo mundo, sigue una historia diferente.

## Recepción
Turok 3: Shadow of Oblivion recibió críticas generalmente favorables de los críticos. Mark Green de N64 Magazine lo describió como un "juego gigantesco y hermoso que está lleno de bondad y perfectamente jugable en todos los sentidos", pero señaló que el juego no pudo derribar a Perfect Dark de Rare, un juego de disparos en primera persona anterior que sentía que era poco probable que el equipo de Turok 3 mejorara. GameSpot elogió el juego, afirmando que "se concentra en lo que hizo que la franquicia Turok se convirtiera en un éxito de ventas en lugar de intentar superar a la competencia, haciendo en muchos sentidos, el mejor Turok hasta ahora". The Electric Playground destacó las armas únicas del juego y las variantes de deathmatch multijugador, pero en general consideró que el juego valía más como alquiler que como compra real. Next Generation concluyó que "a pesar de algunos problemas, Turok 3 es una experiencia satisfactoria que cierra esta serie [Nintendo 64] con estilo. [Shooter en primera persona] los fans no se sentirán defraudados".
Writing for IGN, reviewer Fran Mirabella III praised the option for players to save the game at any time, saying that "you can no longer live in fear of playing for 45 minutes only to end up getting whacked before you reach a save beacon". However, he criticized the game's inconsistent frame rate and the fact that the game can occasionally look worse than its predecessor. Similarly, GamePro said that the game's "sloppy" frame rate discourages the use of "awesome" multiplayer options, especially in 4-player mode. Nevertheless, Nintendo Power highlighted the realistic character models and the cinematics for their lip-synched speech, a feature that is uncommon in Nintendo 64 games.